# Luigi Marchesi
Luigi Lodovico Marchesi, zwany Marchesini lub Marchesino (ur. 8 sierpnia 1755 w Mediolanie, zm. 14 grudnia 1829 w Inzago) – włoski śpiewak, sopran (kastrat).

## Życiorys
W młodości uczył się gry na rogu u swojego ojca, następnie odbył studia wokalne u kastrata Caironiego i tenora Albuzziego. W wieku 11 lat został chórzystą katedry w Mediolanie. Na scenie zadebiutował w 1773 roku w Rzymie rolą Gianetty w operze Pasquale Anfossiego L’Incognita perseguitata. W kolejnych latach występował w Rzymie, Mediolanie, Wenecji, Neapolu, Florencji i Turynie. W 1785 roku udał się wspólnie z Giuseppe Sartim na dwór Katarzyny Wielkiej w Petersburgu, w czasie podróży występując w operze Sartiego Giulio Sabino w Wiedniu i Warszawie. W kolejnych latach występował w Berlinie i Londynie, później już tylko na scenach włoskich. Po raz ostatni wystąpił w Mediolanie w 1805 roku w Lodoisce Johanna Simona Mayra.
Początkowo śpiewał partie kobiece w operach komicznych, później zasłynął jako odtwórca ról dramatycznych w dziełach m.in. Jommellego, Myslivečka oraz Martína y Soler. Jego głos osiągał skalę 2 i pół oktawy.